# Raja Dahir
Raja Dahir av Sindh, död 712, var regerande maharadja av Sindh mellan 695 och 712. Han dog på slagfältet besegrad av umayyadernas härförare Muhammad ibn al-Qasim under Umayyadernas invasion av Indien, efter vilket hans rike utplånades. 